# Форнето-Вигане (Варезе)
Форнето-Вигане је насеље у Италији у округу Варезе, региону Ломбардија.
Према процени из 2011. у насељу је живело 80 становника. Насеље се налази на надморској висини од 240 м.